# Ontario (Ohio)
Ontario város az USA Ohio államában, Richland megyében. Lakosainak száma 6656 fő (2020. április 1.).

## Népesség
A település népességének változása:
| Lakosok száma | 3049 | 6225 | 6656 |
|               | 1960 | 2010 | 2020 |